# 아트옥션

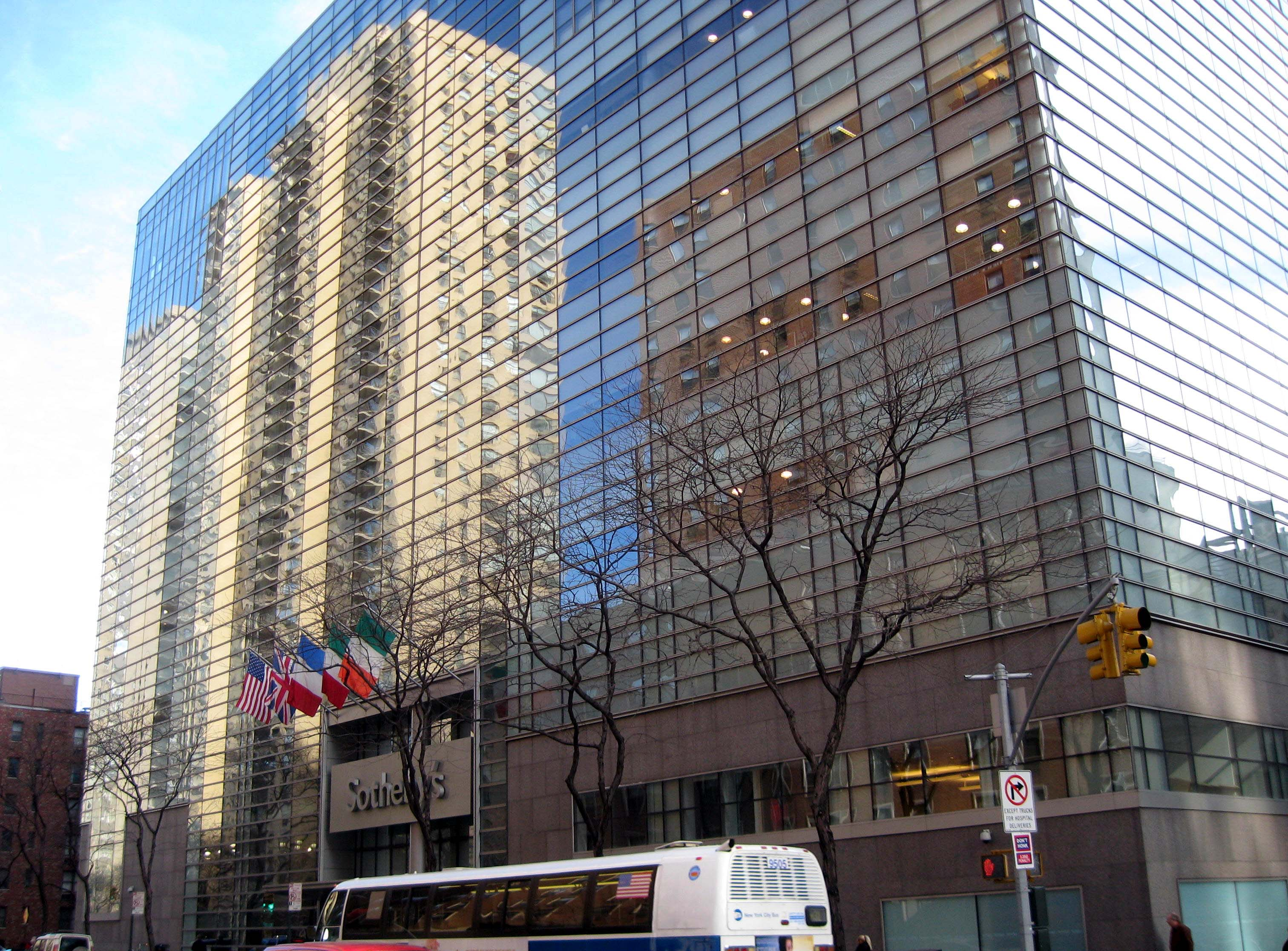
소더비의 뉴욕본부

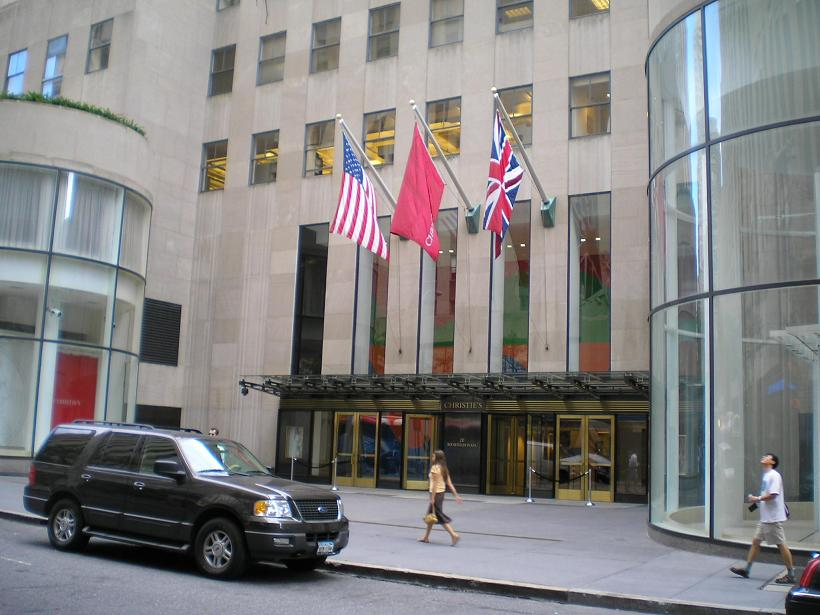
록펠러 센터에 위치한 크리스티스의 뉴욕본부

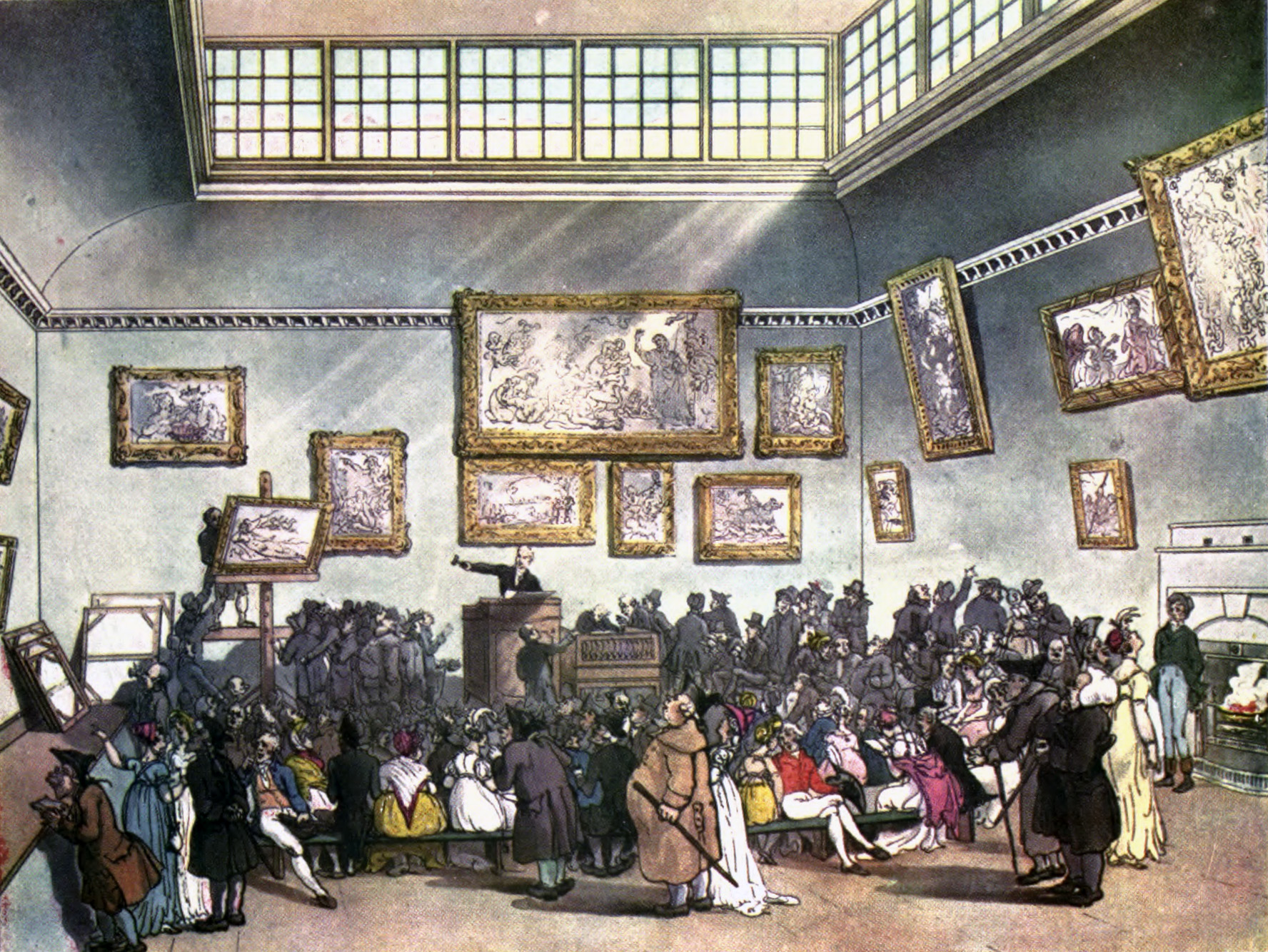
1808년 크리스티스의 경매장 모습

아트옥션(Art auction)은 미술품 경매회사를 말한다. 경매를 통해 미술작품을 판매하는 곳으로, 작품의 소유자에게 위탁받아 판매를 매개한다. 옥션은 아티스트를 다루지 않고 작품만 다루며, 옥션에서는 작품을 ‘재산' ‘자산' ‘품목' 등으로 묘사한다. 작품의 미학적 가치를 비평적으로 따지지 않고 산술적으로 바라본다. 작가의 브랜드를 한 눈에 알 수 있는 시그니처 스타일이 드러난 초기 작품에 집착하고, 공급이 제한적인 작고 작가의 작품을 주로 다룬다. 아무런 데이터가 없는 상태에서는 작가를 마케팅할 전문성도 없고 시간적 여유도 없으며, 생존 작가들의 작품은 예측 불확실성이 크기 때문에 데이터를 중심으로 움직이는 옥션 하우스가 접근하기 어렵다. 따라서 경매사들 사이에서는 태어난지 2년이 안 된 작품은 팔려는 시도도 말라는 불문율이 있다. 물론 1차 시장을 관장하는 갤러리 딜러들의 영역을 침범하지 않기 위한 것이기도 하다.

## 논란
2000년, 크리스티스와 소더비는 1993년부터 2000년까지 경매된 미술품에 대한 반독점법 위반의 가격담합 음모에 대해 유죄를 시인하고 고객들에게 배상했다.

## 대한민국
대한민국 최대 미술품 경매회사는 서울옥션이다. 한국과 홍콩에서 연 4회씩 경매를 개최하고 있으며, 연 10회 이상 온라인 경매를 진행한다. 서울옥션의 국내 온·오프라인 경매 회원 수는 5만 명 이상이다. 2위 경매회사는 K옥션이다.

## 추가 문헌
- 대한민국 아트옥션 낙찰가 순위[깨진 링크(과거 내용 찾기)]

## 같이 보기
- 미술상